# Phân chia chủng tộc

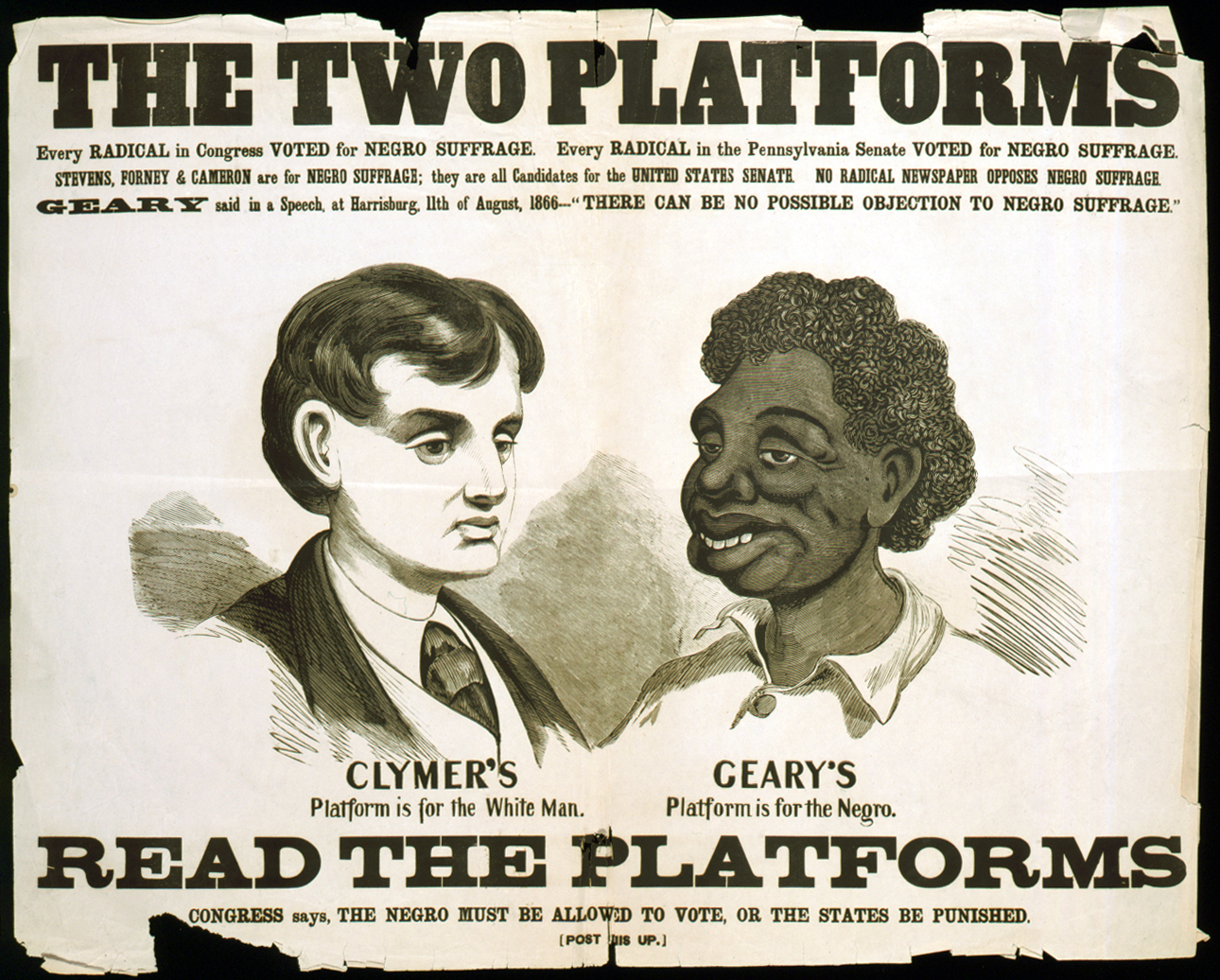
Áp phích bầu cử thị trưởng vào năm 1866 tại Pennsylvania

Phân chia chủng tộc là một sự phân chia ép buộc con người vì phân biệt chủng tộc trong một vài hay mọi phạm vi của cuộc sống. Chủng tộc ở đây thường ám chỉ các nhóm người có màu da khác nhau, phân loại một cách gượng ép, nhấn mạnh một cách quá lố nguồn gốc của một người. Nó có thể áp dụng vào những sinh hoạt như đi ăn tiệm, lấy nước từ một giếng nước, dùng nhà vệ sinh, các chính sách về giáo dục, đi xem chiếu bóng, đi xe buýt, hay nơi cư ngụ.

## Lịch sử
Trong việc phân chia chủng tộc thường là bị cấm không được làm hôn thú (hay trong trường hợp ở Nam Phi trước đây không được cả quan hệ tình dục) giữa các nhóm người mà bị định nghĩa là khác biệt.
Thông thường các cơ sở công cộng như phương tiện chuyên chở công cộng, tiệm ăn, nhà hát và đặc biệt là trường học cũng bị chia cách. Theo đó các cơ sở của nhóm thống trị thường được trang bị tốt hơn là của những nhóm bị đẩy ra rìa.

Thí dụ cho việc phân chia chủng tộc dựa vào những luật lệ chẳng hạn như:
- Theo học thuyết separate but equal (Phân chia nhưng bình đẳng), lối phân chia chủng tộc được áp dụng tại các tiểu bang miền Nam Hoa Kỳ cho tới năm 1964.
- Chính sách Apartheid tại Nam Phi cho tới 1990.